# Люди на голубом озере
«Люди на голубом озере» (нем. Leute am blauen See) — картина немецкого художника Августа Макке, написанная в 1913 году. В настоящее время хранится в Государственном кунстхалле Карлсруэ.

## История создания
«Люди на голубом озере» одна из выдающихся картин последних лет жизни Макке, вероятно, была начата и закончена в Хильтерфингене.

## Описание
В этом произведении Макке расширяет границы влияния импрессионизма и фовизма на собственное творчество, он идёт в своих исканиях дальше, добиваясь наивысшего выражения своего понимания значения цвета в живописи. Главные цвета картины — цвета, получаемые при разложении белого света, — красный, оранжевый, жёлтый, зелёный, синий и фиолетовый. Свободно, без резких границ  они переходят один в другой, объединяясь в подобие цветового круга с двенадцатью секторами. Макке воплощает в картине, где представлено взаимное влияние одного цвета на другой, их гармоничные и дисгармоничные сочетания, законы цветового круга.
Рассматривая цветовые сочетания, зритель постепенно постигает всю композицию. Как говорил Макке: «Особенность картины и одновременное, и последовательное. Каждая новая последовательность в картине показывает: глаз блуждает». По словам Элизабет Макке, Август в то время был увлечён задачей передачи динамики в живописи и её решением не через перспективные построения, а через использование «игры оттенков» — это должно происходить даже в рамках одного цвета, например, зелёного: «без единого красного пятна, цвет должен работать, вибрировать-жить». Макке стремился к достижению гармонии и обобщённости через согласование между собой чистых цветов. В его поздних картинах основным принципом стала оживлённость целостного восприятия произведения зрителем, которая была результатом лишь взаимовлияния цветов, а не перспективы или светотеневой моделировки.